# Веганство
Вега́нство (вегани́зм, англ. veganism) — образ жизни, стремящийся к исключению (насколько это возможно и реализуемо) всех форм эксплуатации и насилия в отношении животных в качестве еды, одежды или любых других целей. Термин веганство (англ. veganism) был введён в 1944 году британским общественным деятелем Дональдом Уотсоном при учреждении им Веганского общества.

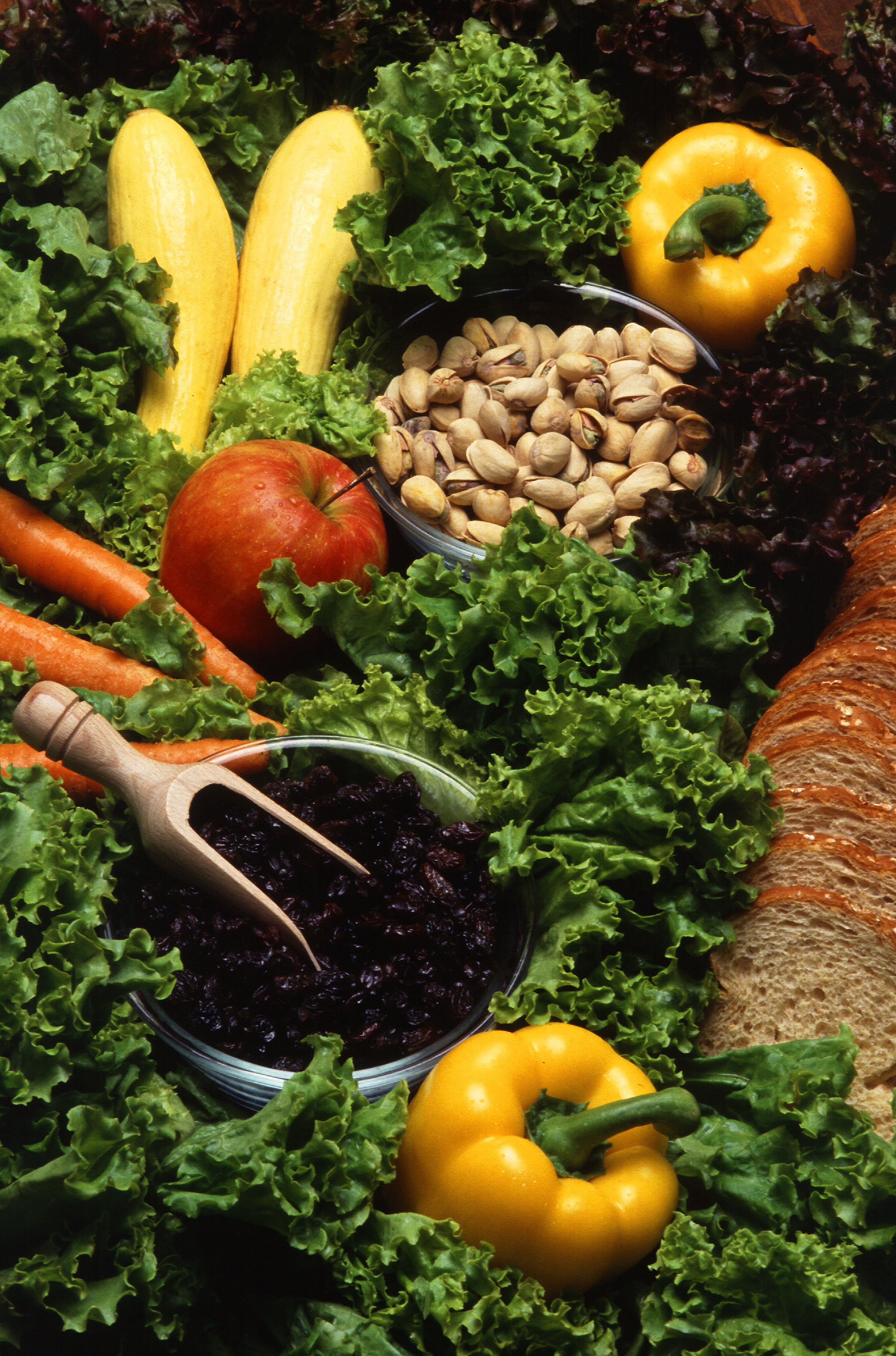
Некоторые растительные продукты питания

Вега́н (англ. vegan) — человек, следующий принципам веганства. Веганы отказываются от потребления всех видов мяса, молока (не считая грудного молока при вскармливании младенцев), яиц, мёда, а также других веществ и добавок, произведённых с использованием животных (таких как желатин и кармин). Кроме того, веганы не используют одежду и другие бытовые предметы из продуктов животного происхождения (кожи, шерсти, шёлка и так далее), а также отказываются от бытовой химии и косметики, протестированной на животных. Веганы не поддерживают цирки с животными, зоопарки, дельфинарии и другие развлечения, предполагающие использование животных в целях развлечения.
Отличается от вегетарианства тем, что затрагивает не только сферу питания. Людей, которые придерживаются веганского образа жизни только в еде, называют строгими вегетарианцами. В англоязычном пространстве используется термин «plant-based».
Вега́нская дие́та — наиболее строгая форма вегетарианства, исключающая употребление продуктов животного происхождения.

## История
Термин «веганство» появился как одна из классификаций вегетарианства и был введён в 1944 году Дональдом Уотсоном. Под «вегетарианством», со времени возникновения этого понятия, подразумевался отказ от мясной пищи (или по крайней мере большинства её видов), и в ряде случаев — рыбы, молока и яиц. Не существовало какого-либо строгого перечня продуктов, не подлежащих употреблению. Первая классификация возникла после того, как среди вегетарианцев возникла тенденция включать в рацион яйца и молочные продукты (что отличалось от предшествующей практики более строгих ограничений, примерно соответствовавшей современному образу жизни веганов, но тогда ещё называвшейся просто «вегетарианством»). В результате появились термины «старо-вегетарианство» и «младо-вегетарианство» (в современных терминах — «веганство» и «ово-лакто-вегетарианство»/«лакто-вегетарианство», соответственно).
В дальнейшем, разнообразие вариантов вегетарианского питания увеличивалось, что в ряде случаев сопровождалось компромиссами в планировании рациона, в том числе противоречащими изначальным идеям вегетарианцев. В результате в рамках вегетарианства выделился ряд направлений, для обозначения которых возникла соответствующая терминология. В современной классификации различают такие варианты вегетарианства, как «ово-/лакто-вегетарианство» (допускает яйца и/или молочные продукты, соответственно) и «веганство». Существуют также близкие к вегетарианству диеты: пескетарианство, поллотарианство, флекситарианизм, фриганизм, фрукторианство.

#### Появление в России
Вегетарианское движение в России зародилось в 1860-х годах и бурно развивалось до революции 1917 года. Основной причиной развития вегетарианства являлись этические воззрения. Большинство дореволюционных вегетарианцев придерживались «старовегетарианского» образа жизни, примерно соответствующего современному веганству.

##### Лев Толстой
Русский писатель Лев Толстой, ставший вегетарианцем в возрасте 50 лет, оказал огромное влияние на развитие вегетарианства и идеи веганства как в Российской империи, так и во всём мире. Среди испытавших его влияние — Дональд Уотсон (автор слова «веган» и основатель первого в мире «Веганского общества»; англ. Vegan Society).

#### Появление слова «веган»
Слово «веган» было образовано Дональдом Уотсоном из первых трёх и последних двух букв английского слова vegetarian («вегетарианец», «вегетарианский»). В употребление этот термин был введён «Веганским обществом», основанным Уотсоном в ноябре 1944 года в Лестере (Великобритания). Слово «Веган» («Vegan») является зарегистрированной торговой маркой «Веганского общества». В 1988 и 2005 году число членов Веганского Общества составляло около 4000 человек.

#### Современность
Во второй половине XX века веганство распространилось, в первую очередь, в Западной Европе и Северной Америке, где в некоторых странах веганами являются около 0,2—0,5 % населения. Во многих крупных городах (например, в Нью-Йорке и Лондоне) существуют веганские заведения общественного питания (кафе, рестораны), а также предприятия, выпускающие продукты питания (например, пекарни) и разнообразные товары для веганов. В Интернете есть онлайн-магазины, которые специализируются на продукции для веганов.
По инициативе «Веганского общества» начиная с 1994 года веганы ежегодно 1 ноября отмечают «Международный веганский день».

## Продукты и потребление
Веганы не употребляют в пищу продукты животного происхождения, такие как мясо, молочные продукты, яйца, рыбу, морепродукты. Помимо этих продуктов веганы, как правило, не покупают, не используют в быту и не поддерживают также:
- изделия из кожи, меха, шёлка, шерсти и других материалов животного происхождения;
- мёд и другие продукты пчеловодства;
- продукты, в состав которых входят компоненты, полученные из животных продуктов (например, желатин, глицерин); так, — для изготовления фотоплёнки, — может использоваться желатин;
- продукты, при изготовлении (часто — при очистке) которых использовались продукты животного происхождения (например, желатин используется при производстве некоторых видов рафинированного сахара, при осветлении некоторых сортов виноградного вина и пива, но «большая часть крепкого спиртного — таких как водка, виски, бренди, джин — веганская»[11][12][13]);
- продукцию, которая проходила тестирование на животных (например: некоторые виды косметики и сортов табака);
- индустрию развлечений, если в них задействованы животные против своей воли и с использованием насилия: цирки[14], зоопарки[15], дельфинарии[16] и океанариумы, скачки[17], фотографирование с животными[18], корриду[19], бои животных[20].

Существует множество спорных ингредиентов, которые могут быть как растительного, так и животного происхождения (например, пищевые добавки E471, E472).
Для того, чтобы помочь веганам в выборе продуктов, соответствующих веганским стандартам, «Веганское общество» продаёт производителям права на размещение специального логотипа торговой марки «Веганский продукт» (англ. Vegan-Friendly Product).
Алкогольные напитки различных торговых марок и производителей веганы могут проверить на соответствие веганским стандартам на специализированных сайтах (например, на Barnivore).
Незначительные нарушения веганами правил веганства на практике вполне допустимы.

## Причины следования принципам веганства

### Этика
Убеждённость, что веганство приводит к уменьшению страданий животных от современного промышленного животноводства путём отказа от употребления в пищу и от использования в промышленности как самих животных, так и продуктов их жизнедеятельности, а также от эксплуатации животных в целях выгоды или развлечений.

### Здоровье
Убеждённость в благоприятном воздействии веганства на организм человека (сохранение и/или улучшение здоровья). Так, комплексное исследование 1999 года показывает, что смертность от ишемической болезни сердца у людей, придерживающихся веганской диеты, на 26 % ниже, чем у приверженцев традиционного питания, употребление мяса связано с повышенным риском рака, болезней сердца и в целом смерти, употребление животного молока увеличивает уровень ИФР-1 на 10—20 % у взрослых и 20—30 % у детей.

### Экологические и экономические причины
Существует точка зрения, что веганская диета приводит к уменьшению загрязнения окружающей среды и истощения природных ресурсов. Согласно докладу Организации Объединённых Наций, распространение «западной диеты» (основанной на употреблении мяса и молочной продукции) среди других этнических культур является неустойчивой с точки зрения продовольственной безопасности. Джон Роббинс (автор книг о пользе вегетарианской диеты) утверждает, что «количество» зёрен, бобов, картофеля, овощей и т. п., которые можно вырастить на участке земли, — в десятки и даже сотни раз превосходит «количество» мяса, которое можно получить при использовании этого участка для животноводства. По отчёту Продовольственной и сельскохозяйственной организация ООН за 2006 год, животноводство вносит 18 % вклад в эмиссию парниковых газов в CO2 эквиваленте.

### Психологические причины
По мнению некоторых психологов, некоторые случаи приверженности веганской диете могут быть следствием расстройства приёма пищи; например, одним из симптомов не включенной в классификаторы DSM-IV и МКБ-11 «нервной орторексии» является тревога и чувство вины при употреблении «запрещённых» продуктов.

### Причины отказа от конкретных продуктов животного происхождения
Молоко
Веганы не употребляют коровье молоко и производные продукты в связи с тем, что в современном промышленном животноводстве коровы содержатся в неволе и насильно искусственно оплодотворяются в течение всей жизни. При этом забиваются на мясо как бычки, получаемые от «молочных» коров и не имеющие ценности для молочной промышленности, так и сами коровы — по достижении 6 лет (или при потере эффективности удоя), при продолжительности жизни коровы в норме около 25 лет. Кроме того, постоянное доение, по мнению веганов, не является нормальным режимом для коровы, что приводит к различным инфекциям.
Некоторые веганы указывают на то, что в естественных условиях ни одно взрослое животное не питается молоком. Однако некоторые генетические исследования показывают, что организм северных европеоидов и части негроидов биологически приспособлен к употреблению молока в зрелом возрасте, вырабатывая лактазу.
Яйца
Яйца не употребляются, прежде всего, по причине неприемлемого, с точки зрения веганов, содержания кур-несушек на птицефабриках. Другой важной причиной является тот факт, что часть яиц там используется для пополнения поголовья только несушек: вылупившихся цыплят мужского пола уничтожают (путём перемалывания или умерщвления в камерах с углекислым газом). Также всех куриц-несушек убивают после того, как снижается их яйценоскость.
Мёд
Веганы не употребляют мёд и другие продукты пчеловодства, поскольку пчеловоды отбирают у пчёл полученный ими мёд, заменяя на сироп из рафинированного сахара, а также убивают отдельных пчёл («лишних» (использованных) или «неудачных» маток и трутней). Пчелома́ткам обрезают крылья, так как местонахождение улья зависит от локации пчелома́тки.
Мех
Веганы выступают как против охоты с целью добычи пушных зверей, так и против разведения зверей на зверофермах и последующего убийства с целью получения шкуры. Кроме того, производство меха включает в себя использование наносящих вред окружающей среде ядовитых веществ с целью предотвращения разложения (гниения) шкур животных. Веганы активно выступают за отказ и даже запрет на ношение меха, в том числе для невеганов.
Отказ от использования натуральных мехов, из соображений нравственного отношения к животным, также практикуется многими людьми, не являющимися веганами.
Шерсть
Веганы не носят шерсть, потому что всех животных, разводимых ради шерсти, эксплуатируют  и убивают, когда содержать животное перестает быть экономически выгодным. Многих животных вывели путём селекции таким образом, чтоб на них росло гораздо больше шерсти, чем в дикой природе, что приводит к мучениям из-за перегрева, тяжести, насекомых. Например у овцы мериноса кожа растёт складками, как у собак породы шарпей, чтобы была больше площадь кожи для роста шерсти. В складках заводятся мясные мухи, которые откладывают яйца и поедают плоть заживо.

## Распространение

### Западные страны
В западных странах веганство более распространено; там же в последние десятилетия наблюдается рост числа вегетарианцев и веганов.

#### США
По результатам опроса Института Гэллапа в июле 2018 года, 3 % американцев назвали себя веганами.

#### Великобритания
В Великобритании в 1993 году веганами являлись 0,2 % населения. Согласно Vegan Society, 700,000 британцев — веганы (2018), и их процент растет экспоненциально.

#### Италия
В Италии, согласно опросу института Eurispes в 2010 году, веганов около 1 %.
В 2019 году, согласно данным statista.com, 5,4 % итальянцев — вегетарианцы, и 1,9 % — веганы.

#### Израиль
По данным Центрального статистического бюро Израиля, в 2010 году 2,6 % израильтян идентифицировали себя как веганы и вегетарианцы, а в марте 2014 — 1,7 % и 4,7 % израильтян старше 20 лет считали себя веганами и вегетарианцами, соответственно. По данным Научно-исследовательского института Панельс (ивр. מכון מחקר פאנלס‎), на начало 2014 года количество веганов и вегетарианцев составляло 5 % и 8 %, соответственно. В 2019 году веганы составляют 4—5 % населения — самый высокий показатель в мире.
В израильской армии есть выбор солдатских сапог, сделанных из кожзаменителя, а также беретов, сделанных из полиэстра. К тому же в армейских столовых подаются 2—3 веганских блюда ежедневно. К началу 2019 года количество веганов в 157-тысячной АОИ составило 10 тысяч человек.

#### Германия
По результатам опроса 2016 года 1,3 миллиона немцев назвали себя веганами.

### Россия
В России и странах бывшего СССР веганство — явление сравнительно редкое. В опросе 2019 года вегетарианцами себя назвали 2% опрошенных, из них 59% указали причиной пользу вегетарианства для здоровья.

### Беларусь
В августе 2018 года исследовательский центр «Новак» предоставил отчет, согласно которому в стране веганами и вегетарианцами себя считают 4,5 % населения страны (примерно 470 тысяч человек).
В стране есть Белорусское веганское общество.

### Индия
В Индии значительное количество населения не употребляет в пищу животные белки. Это связано как с религиозными убеждениями, так и с тотальной бедностью.

### Общемировая практика
Веганы встречаются, в частности, среди последователей различных религиозных течений, в среде защитников прав животных и хиппи, которые из этических соображений ведут веганский образ жизни. В последние десятилетия XX века веганство получило распространение среди некоторых политических движений и субкультур (в частности, среди приверженцев движения straight edge, анархизма и растафарианства).
Можно провести прямую корреляцию между качественным уровнем жизни и процентном соотношением распространения веганства в стране.

## Права веганов
В некоторых странах веганы имеют определённые права, на питание и на юридическую защиту от дискриминации:
В Португалии, начиная с 2017 года, столовые и кафетерии государственной администрации, такие как школы, тюрьмы и социальные службы, должны предлагать хотя бы один веганский вариант при каждом приеме пищи.
В Соединённом Королевстве в судебном решении от 2020 года говорилось, что работодатели не должны дискриминировать этичных веганов в соответствии с Законом о равенстве 2010 года.
Немецкая полиция иногда обеспечивает питанием дежурных сотрудников. В связи с тем, что служащего вегана не могут обеспечить вариантом веганского меню, предоставляется дополнительное продовольственное пособие.
В Онтарио, провинции Канады, поступили сообщения о том, что этическое веганство было защищено Кодексом прав человека Онтарио после того, как Комиссия по правам человека Онтарио обновила правовые рекомендации в 2015 году. Однако позже указанный орган выступил с заявлением, что этот вопрос должен решать судья или трибунал в индивидуальном порядке.

## Питание и здоровье
Согласно Оксфордскому исследованию 2003 года, в котором участвовало более 60 000 чел. — как веганов, так и людей, употребляющих мясо, — было обнаружено, что веганы употребляют в среднем 5 % насыщенных жирных кислот — в два раза меньше, чем люди, потребляющие мясо. Веганы имели самые высокие уровни потребления витаминов B1, B9, С и Е, а также магния, железа и клетчатки, однако не имели в рационе достаточного количества ретинола, B12 и D, а также кальция и цинка.
В целом веганы обычно имеют сниженный риск сердечно-сосудистых заболеваний (Ишемическая болезнь сердца и инсульт уносят больше всего человеческих жизней в мире), ожирения, диабета II типа и некоторых видов злокачественных новообразований. Предполагается, что это происходит из-за увеличения доли защищающих фитонутриентов и снижению потребления продуктов питания, приводящих к появлению этих заболеваний, в частности, за счет большей доли фруктов и овощей.
Американская диетологическая ассоциация от 2009 года, Американская диетологическая ассоциация и ассоциация «Диетологи Канады» от 2003 года, Новозеландская диетологическая ассоциация от 2000 года, Британский фонд питания от 2005 года утверждают, что при условии правильного планирования вегетарианские диеты, включая веганскую, являются здоровыми и полноценными, подходят людям любого возраста и в любой период жизни, а также могут помочь в профилактике и лечении некоторых заболеваний. Правильно спланированная диета подразумевает под собой достаточное количество необходимых для организма веществ в рационе, включая содержащие незаменимые аминокислоты — белки, железо, цинк, кальций, рибофлавин, витамин A, незаменимые жирные кислоты, иод, и витамин B12 витамин D — для чего обязательно необходимо включение пищевых добавок или продуктов, обогащённых этими веществами.

### Здоровье костей при веганском питании
В растительной пище не содержится витамина D. Единственным пищевым источником для веганов являются грибы, подвергшиеся ультрафиолетовому излучению. Так как витамин D (холекальциферол) синтезируется под действием ультрафиолетовых лучей (UVB) в коже, тем, кто не получает этого витамина из пищи в необходимых количествах или из добавок, необходимо находиться достаточно времени на солнце. В северных широтах, в связи с недостатком солнечных дней, у веганов наблюдается дефицит витамина D, который в долгосрочной перспективе может привести к потере костной массы и остеопорозу, поэтому в зимнее время рекомендуется употреблять витамин D в виде добавок. Недостаток витамина D также является потенциальной причиной смертности от онкологических заболеваний. Однако риску нехватки витамина D подвержены не только веганы и вегетарианцы, но и всеядные люди, которые потребляют недостаточное количество пищи животного происхождения, содержащей витамин D, такой, как рыба и молочные продукты, которые живут в регионах с долгими зимами, как например, Канада. В Исследовании здоровья адвентистов выявлено, что вегетарианское питание изученных субъектов не оказало существенного влияния на концентрацию сывороточного витамина D. В выводах к исследованию говорится, что другие факторы, помимо диеты, оказывают большее влияние на концентрацию витамина D в организме, такие как прием добавок витамина D, степень кожной пигментации, длительность и интенсивность воздействия солнечного излучения.
Другим важным элементом, влияющим на здоровье костей, является кальций. Недостаточное употребление кальция сказывается на уровне минерализации и прочности костной ткани. По результатам некоторых исследований, вегетарианство связано с меньшим уровнем потребления кальция. В масштабном исследовании EPIC-Oxford у веганов был выявлен на 30 % более высокий риск переломов по сравнению с другими пищевыми группами, что было связано с низким употреблением кальция. Однако когда исследователи взяли на рассмотрение только тех веганов, кто потреблял минимум 525 мг кальция в день, они не обнаружили повышенного риска переломов. Таким образом, веганское питание с достаточным употреблением кальция не связано с повышенным риском перелома. Однако, согласно другим исследованиям рекомендуется употреблять не меньше 700 мг кальция в день для предупреждения риска развития остеопороза и переломов.
Веганское питание также может оказать положительное влияние на костную систему за счет повышенного употребления фруктов и овощей, а также соевых продуктов за счет содержащихся в них полифенолов и изофлавонов. Пониженная кислотная нагрузка от растительного питания также снижает потерю костной массы и риск переломов при условии достаточного потребления кальция, витамина D и белка.

### Полиненасыщенные жирные кислоты
Уровень полиненасыщенных жирных кислот (эйкозапентаеновая кислота, докозагексаеновая кислота) в группе вегетарианцев был значительно ниже в сравнении с группой людей, употребляющих мясо, и не зависел от времени нахождения на веганском рационе питания. Наличие в рационе рыбы предотвращает это снижение в сравнении с отсутствием рыбы в рационе вегана. Также обнаружено, что веганская диета со средним соотношением омега-6/омега-3 жирных кислот равным 10/1 способствует снижению уровня омега-3 в ткани, что может способствовать неврологическим и психическим нарушениям в организме.

### Витамин B12
B12 — это витамин, который не содержится в растительных источниках пищи, но вырабатывается бактериями, обитающими в пищеварительном тракте всех млекопитающих (включая человека), однако этот витамин не может усваиваться тем организмом, в котором он образован, так как образуется в толстой кишке и не может попасть в тонкую кишку для усвоения этим же организмом. Из животных тканей наиболее богаты витамином B12 печень и почки, где он накапливается. У веганов наблюдается выраженный дефицит потребления витамина B12, а также более высокий уровень гомоцистеина по сравнению с людьми, употребляющими животную пищу . В целом, недостаток витамина B12 может привести к аномальным неврологическим и психическим симптомам, включая атаксию, психоз, дезориентацию, нарушение настроения и концентрации внимания.
Ранние предположения веганов о том, что некоторые виды растительной пищи (например, спирулина, нори и ячменная трава) являются подходящими источниками витамина B12 не-животного происхождения, оказались ошибочными. Людям и особенно веганам рекомендуется внимательно относиться к достаточности потребления витамина B12.
По данным Всемирной организации здравоохранения, веганский образ питания без дополнительного приёма витамина B12 может вызвать пернициозную анемию. В медицинской литературе описан случай тяжёлого неврологического расстройства у младенца, чья кормящая мать, придерживавшаяся веганского образа питания, не принимала дополнительно витамина B12 в достаточных количествах. «Веганское общество» отмечает, что «очень низкий уровень витамина B12 может привести к анемии и нанести ущерб нервной системе», и рекомендует веганам получать витамин B12, потребляя продукты питания, обогащённые этим витамином и содержащие его пищевые добавки.
Промышленное производство витамина B12 включает следующие технологические стадии:
1) непрерывное сбраживание барды комплексом бактерий (пропионово-кислых в том числе) в железобетонных ферментерах в течение года;
2) сгущение получившейся метановой бражки;
3) сушка сгущенной массы на распылительной сушилке. Перед выпариванием метановой бражки в неё добавляют хлор и сульфит натрия. Таким образом, общая схема производства витамина B12 вполне веганская. И у людей, придерживающихся веганской диеты по этическим мотивам, нет причин избегать приема витамина B12.

## Веганская кухня
Вегетарианская кухня в целом (и веганская в частности) объединяет в себе как оригинальные традиционные блюда разных народов мира, так и их адаптированные — т. н. «веганизированные» — версии. Рецепты могут быть «веганизированы» путём замены животных продуктов растительными.

## Социальный конфликт
По данным социологических исследований, веганы стоят на втором месте по степени общественного неприятия после людей с химической зависимостью. По мнению американского психолога Х. Ротгербера (Hank Rothgerber), желание есть мясо вызывает у многих людей внутренний конфликт с добрым отношением к животным. Ротгербер называет это явление «моральной шизофренией». Большинство невеганов сознательно или бессознательно находит множество оправданий, позволяющих избежать когнитивного диссонанса. Однако веганство самим своим существованием препятствует таким оправданиям, что приводит к озлоблению и ненависти в отношении веганов.

## Критика
Веганство критикуется по разным причинам. Некоторые из них:
- при недостаточной осведомлённости в диетологии веганского питания попытка вести веганский образ жизни может привести к негативным последствиям для здоровья человека[56][104];

Если человек составляет рацион так, чтобы в него входили все необходимые вещества, то можно быть и вегетарианцем. Вообще же природой запрограммировано, что человек должен есть мясо. В нашей стране это особенно актуально. У нас, где в пищу идут, в основном, такие овощи, как морковь, капуста и картошка, такой рацион нельзя назвать полноценным.— директор Института питания РАМН, академик РАМН Виктор Тутельян.
- доктор Уильям Джарвис, автор статей для информационного бюллетеня «Nutrition & Health Forum», — высказываясь по поводу идеологических вегетарианцев, — говорит, что зачастую их идеи доходят до абсурда: так они «скорее позволят малярийным комарам разносить малярию, а гадюке — ползать по дому, чем убьют их»[105];
- потребность организма в витамине B12 — в растительной пище не содержится этого вещества[106];
- зафиксирован случай, когда родители-веганы, не практиковавшие естественное вскармливание и кормившие своего ребёнка соевым молоком и яблочным соком, довели его до гибели[107], а также множественные случаи попадания детей в больницы в состоянии крайнего истощения вследствие того, что их родители в кормлении придерживались веганской диеты[108][109][110][111];
- В январе 2016 года Федеральное бюро расследований опубликовало документ «Предотвращение насильственного экстремизма в школах», в котором сторонники движений в защиту прав животных (к которым относятся веганы) указаны как потенциальные экстремисты, которые способны на действия насильственного характера в отношении людей[112]. На сайте ФБР можно найти имена нескольких экстремистов-веганов.
- В 2015 году Джордан Янгер (Jordan Younger) опубликовала книгу «Больше не веган», в которой рассказывает о своём личном опыте следования веганской диете, о её последующем переходе к невеганской диете и о причинах этого перехода, связанных с негативными последствиями для её здоровья, произошедшими, по её мнению, в результате соблюдения веганской диеты[113].

#### Книги
- Питер Сингер. Освобождение животных, 1975.
- Том Риган. В защиту прав животных, 1985.
- Медкова И. Л., Павлова Т. Н., Брамбург Б. В. Всё о вегетарианстве. — 2-е изд. — М.: Международные отношения, 1993. — 200 с. — ISBN 5-7133-0688-7.
- Нил Барнард. Преодолеваем пищевые соблазны, 2003.
- Питер Бранг. Россия неизвестная: История культуры вегетарианских образов жизни с начала до наших дней. — 2006.

#### Статьи
- Комитет Врачей за Ответственную Медицину. Руководство по переходу на веганскую диету.
- Элизе Реклю. О вегетарианстве.
- Лев Толстой. Первая ступень. — 1891.
- Лев Толстой. Путь жизни. — 1910.
- Стивен Бест. Права животных и неправда о них., 2000.
- Гэри Франчоне. Животные - не товар. Манифест в защиту отмены рабства животных, 2006.
- Ирина Новожилова. Косметика без жестокости, 2007.
- Бернхард Рамбек. Мифы об опытах на животных, 2011.

#### На английском языке
- Джо-Энн МакАртур. HIDDEN: Animals in the Anthropocene. — 2020.
- Эшли Пайпер. Give a Sh*t: Do Good. Live Better. Save the Planet. — 2018.
- Джулия Баркалоу. That's Not My Momma's Milk!. — 2017.
- Тобиас Ленаэрт. How to Create a Vegan World: A Pragmatic Approach. — 2017.
- Натан Ранкл. Mercy For Animals: One Man's Quest to Inspire Compassion, and Improve the Lives of Farm Animals. — 2017.
- Джин Баур (Gene Brau). Living the Farm Sanctuary Life: The Ultimate Guide to Eating Mindfully, Living Longer, and Feeling Better Every Day. — 2015.
- Патрик Бабумян (Patrik Babooman). Funktionelles Krafttraining für Helden. — 2015.
- Патрик Бабумян (Patrik Babooman). VEGAN ganz anders: Eine Anleitung zum groß und stark werden. — 2014.
- Ингрид Ньюкирк (Ingrid Newkirk). Free the Animals: The Story of the Animal Liberation Front. — 2000.
- Майкл Клэпер (Michael Klaper). Pregnancy, Children, and the Vegan Diet. — 1988.